# Fra
Fra (förkortning av frate, latin frater, broder) är en italiensk titel för italienska och spanska munkar, vilka inte är präster, liksom för alla munkar av mendikantorden.